# ماکرانا
ماکرانا (به انگلیسی: Makrana) یک منطقهٔ مسکونی در هند است که در بخش ناگور واقع شده‌است. ماکرانا ۱۰۵٬۰۸۰ نفر جمعیت دارد و ۴۰۸ متر بالاتر از سطح دریا واقع شده‌است.